# Le Tilleul
 Le Tilleul  es una población y comuna francesa, en la región de Alta Normandía, departamento de Sena Marítimo, en el distrito de Le Havre y cantón de Criquetot-l'Esneval.

## Demografía
| 439 | 518 | 453 | 525 | 564 | 582 |
| Para los censos de 1962 a 1999 la población legal corresponde a la población sin duplicidades (Fuente: INSEE [Consultar]) |     |     |     |     |     |